# Лак (Кот д'Ивоар)
 Тази статия е за региона в Код д'Ивоар.  За едноименния регион в Чад вижте Лак (регион).  
Лак е един от 19-те региона на Кот д'Ивоар. Разположен е в централната част на страната. Площта му е 8940 км², а населението, според преброяването през 2007, е приблизтелно 700 000 души. Столицата на Лак е град Ямусукро, който е столица и на цялата страна.
Регионът е разделен на три департамента – Тиебису, Тумоди и Ямусукро.